# Wilhelm Denner
Wilhelm Denner (* 24. Dezember 1859 in Empfertshausen; † 11. Mai 1920 in Waltershausen) war ein deutscher Politiker (SPD).
Denner war der Sohn eines Tagelöhners. Er besuchte die Volksschule und arbeitete dann als Drechsler. Spätestens seit 1890 war er Materialwarenhändler in Waltershausen.
Seit 1889 gehörte er zu den führenden Funktionären der SPD in Waltershausen; 1898 bis 1911 war er Stadtverordneter, im November 1904 wurde er unbesoldeter Stadtrat (Senator) in Waltershausen. Bei den Landtagswahlen 1896 wurde er erstmals in den Gothaer Landtag gewählt. 1900, 1904 und 1908 konnte er sein Mandat verteidigen.
Von 1905 bis Juli 1909 war er hauptamtlicher Kassierer der Kranken- und Invaliditätsversicherung in Waltershausen. 1909 wurde er wegen Unterschlagung entlassen und im Februar 1911 zu einer Gefängnisstrafe wegen Unterschlagung verurteilt. Hierdurch verlor er auch seine politischen Ämter und war später auch nicht mehr politisch tätig.